# Aeroportul Norseman
Aeroportul Norseman (IATA: NSM, ICAO: YNSM) este un aeroport din Australia de Vest, Australia.
Situat la o altitudine de 267 m, aeroportul dispune de o singură pistă. Este operat de Shire of Dundas⁠(d).